# Андрусенко, Александр Борисович
Александр Борисович Андрусенко (род. 1961) — российский художник, член Союза художников России (2005).

## Биография
Родился в 1961 году в селе Поспелиха Алтайского края.
Ещё в школе на художественные способности Александра обратил внимание учитель рисования.
В 1987 году окончил Новоалтайское художественное училище.
В 1997 году в Омске на выставке «Человек в пространстве времени» работы художника оценил профессор А. И. Морозов:

...Талантливая живопись, очень смелая, в меру наглая, сделанная на художественном уровне, интересная, темпераментная, яркая...
Некоторое время жил и работал в Москве, но впоследствии вернулся в родную Поспелиху, где продолжает заниматься художественным творчеством и преподаёт в местной детской школе искусств.

## Работы
«Тишина» (2003), «Дорога домой» (2004), «Облака» (2006), «Городской романс» (2010), «Родина-дочь» (2011), «Балкон» (2011) и т. д.
Картины Александра Андрусенко хранятся Государственном художественном музее Алтайского края, Омском областном музее изобразительного искусства имени М. А. Врубеля, музее «Либеров-центр» (Омск), Республиканском музее изобразительных искусств Республики Коми, а также в частных коллекциях России и других стран.

## Выставки
- «Человек в пространстве времени» (Омск, 1997);
- ЦДХ (Москва, 2005);
- Государственный выставочный зал «На Каширке» (Москва, 2006);
- Московский драматический театр (2008, 2009);
- «Край неба» (Барнаул, 2016).

## Признание
Лауреат премии Международной ассоциации «Искусство народов мира» (2005, 2010), дипломант новосибирской выставки «Сибирь-Х» (2008).